# Profs
Ne doit pas être confondu avec Les Profs ou Les Profs (film).
Pour plus de détails, voir Fiche technique et Distribution.
Profs (typographié P.R.O.F.S sur l'affiche du film) est une comédie française écrite et réalisée par Patrick Schulmann, sortie en 1985.

## Synopsis
Frédéric Game, un jeune professeur de lettres anticonformiste, a des méthodes très « cool » qui tranchent avec les habitudes du lycée dans lequel il vient d'arriver.
Avec ses amis Michel (professeur d'arts plastiques), Gérard (professeur d'EPS) et Francis (un des documentalistes) — le quatuor se réunissant tous les jours à l'heure de la récréation pour jouer au poker en salle des profs, les quatre comparses décident de secouer les traditions et de rénover leur lycée. Ils se chargent notamment d'« évincer » certains profs ou membres du personnel, qu'ils jugent trop « conservateurs » et avec qui ils entrent en conflit. Les victimes de leurs stratagèmes finissent tous en maison de repos ou quittent le lycée.
Les quatre compères ajouteront des réflexions philosophiques sur ce que doit être l'école idéale, chacun la voyant à son image : Frédéric l'imagine axée sur l'enseignement individuel à distance, de chez soi — par vidéo ou grâce à l'informatique — avec comme base des cours élaborés par les meilleurs professeurs possibles ; Michel la voit très esthétique et arborée ; Gérard la voit équipée de matériels de pointe pour la pratique de tous les sports et Francis la voit comme automatisée, où il ne faut jamais se déplacer. Ils en viennent à la conclusion que l'école idéale du futur sortira des schémas actuels.
Frédéric est globalement apprécié de ses élèves, au point que l'un d'entre eux, Guillaume, devient jaloux de lui car il est persuadé que Game convoite Lætitia, une élève de sa classe dont lui-même est amoureux.

## Fiche technique
Sauf indication contraire, les informations mentionnées dans cette section peuvent être confirmées par les bases de données cinématographiques IMDb et Allociné,  présentes dans la section « Liens externes ».
- Titre : Profs (ou P.R.O.F.S)
- Réalisation : Patrick Schulmann
- Scénario : Patrick Schulmann, d'après une histoire de Didier Dolna
- Musique : Patrick Schulmann
- Décors : Jean-Claude Gallouin
- Photographie : Jacques Assuerus
- Montage : Aline Asséo
- Production : Gilbert de Goldschmidt
- Société de distribution : AMLF
- Pays d'origine :  France
- Langue originale : français
- Format : couleur - 1,37:1 - 35mm - son mono
- Genre : comédie
- Durée : 95 minutes
- Dates de sortie :
  - France : 18 septembre 1985
  - Allemagne de l'Ouest : 2 octobre 1986
- Affiche : Jean Mascii (France)

## Distribution
Sauf indication contraire, les informations mentionnées dans cette section peuvent être confirmées par les bases de données cinématographiques IMDb et Allociné,  présentes dans la section « Liens externes ».
- Patrick Bruel : Frédéric Game, le professeur de littérature et lettres modernes
- Fabrice Luchini : Michel, le professeur d'arts plastiques
- Laurent Gamelon : Gérard Birdil, le professeur d'EPS
- Christophe Bourseiller : Francis Cèze, un documentaliste du lycée
- Étienne Draber : Bonnet, le censeur
- Martine Sarcey : la directrice
- Yolande Gilot : Julie, la compagne « cérébrale » de Gérard, professeure de philosophie
- Charlotte Julian : Josyane Malet, une documentaliste et déléguée syndicale
- Guy Montagné : René Nogret, le professeur de maths
- Isabelle Mergault : Caroline Derieux, la professeure de sciences naturelles
- Chantal Neuwirth : Flora Taulier, la professeure de physique-chimie
- Camille de Casabianca : Françoise, la compagne de Michel
- Jean-René Gossart : Charles Max, le professeur de philosophie
- Anne Fontaine : Marité, la compagne de Frédéric
- André Raffard : Nouel « Nono », le professeur de latin âgé
- Malène Sveinbjornsson : Lætitia Bellert, la copine de Maud
- Lionel Melet : Guillaume Rosel, l'élève amoureux de Lætitia et délégué de classe
- Sheila O'Connor : Maud, la copine de Lætitia et déléguée de classe
- Brigitte Morel : Nathalie, l'épouse de Francis Cèze
- Sylvie Sénéchal : Mlle Gallot, la préparatrice en chimie
- Jacques Disses : le professeur d'histoire
- Christine Melcer : la professeure d'anglais timide
- David Pierre-Bloch : Lionel, l'élève torturé par Flora Taulier
- Laurence Mercier : Mme Game, la mère de Frédéric
- Benjamin Levy : Frédéric Game enfant
- Armelle Satty : l'infirmière
- Lætitia Carrie : Sophie, la petite fille qui ne sait pas ce qu'est une épanadiplose
- Patrick Schulmann : l'adhérent du ciné-club (non crédité)
- Didier Dolna : l'instituteur de Frédéric Game enfant (dans le prologue ; non crédité)
- Frédéric Schoendoerffer : un élève (figuration)
- Med Hondo : la voix du boute-en-train (non crédité)

## Personnages

### Personnages principaux
Les quatre personnages principaux ont un comportement et des méthodes éducatives pour le moins anticonformistes :
- Frédéric Game, le professeur de français, tente d'inculquer l'esprit critique et l'insoumission à ses élèves. À une occasion, il s'absente et projette à ses élèves une vidéo de lui-même sur un bateau leur donnant un cours. Ses leçons portant leur fruits, à la fin ce sont les élèves qui prennent l'initiative de déménager la classe sur le toit du lycée, pour le faire réagir.

Frédéric tentera aussi de séduire Julie, une professeur de philosophie remplaçante, mais celle-ci sera plus attirée par son collègue Gérard. Vivant chez ses parents, Frédéric forme un couple distant avec Marité, celle-ci décidant finalement de le quitter et de changer de région. À la suite d'un incident avec un élève, Frédéric simulera une jambe et un bras cassé pour ne plus avoir à se rendre au lycée pour la fin de l'année scolaire.
- Michel, le professeur d'arts plastiques, tente d'ouvrir ses élèves au beau et à l'art au sens large, que ce soit via une exposition de couches-culottes pour bébé symbolisant selon lui « l'éphémère » et le gaspillage, ou bien en les mobilisant pour redécorer la salle des professeurs.

Sa relation conjugale est tumultueuse, sa compagne lui reprochant de ne consacrer son attention qu'à sa pratique artistique et d'esquiver quand elle demande qu'il lui fasse un enfant. Il finira dépressif lorsqu'une de ses élèves, Maud, rencontrera plus de succès que lui lors d'une exposition picturale.
- Gérard Birdil, le professeur d'éducation physique, initie ses élèves aux sports les plus variés dans la cour du lycée : le hula hoop, le ski nautique (avec des roulettes, où ce sont les élèves qui courent pour simuler le hors-bord), la planche à voile (avec des roulettes, un jour de grand vent), le golf, le boomerang, etc. Cependant, ces activités se soldent souvent par un accident.

Sa relation avec Julie l'oblige à de nombreux efforts, notamment des sorties culturelles ou la lecture de romans tous plus abscons les uns que les autres, ainsi que de partager la conception de Julie pour un amour physique plus cérébral. Il finira par devenir lui aussi dépressif à la suite du départ de Julie, qui le quitte brusquement lorsqu'elle termine son remplacement, Gérard se rasant la moitié du crâne à l'image du roman Le Rouge et le Noir de Stendhal, que Julie l'avait poussé à lire.
- Francis Cèze, le documentaliste, est un adepte de la loi du moindre effort, notamment en ce qui concerne le classement de la bibliothèque du lycée. Se retrouvant seul lorsque ses trois amis se seront éloignés de l'établissement, il se fera à son tour porter pâle.

### Autres personnages
Les autres professeurs du lycée :
- Monsieur Nouel, surnommé « Nono », un professeur âgé et d'apparence fluette qui enseigne le latin ; on apprend qu'il effectue sa dernière année scolaire et qu'il prendra sa retraite. Du fait de son âge, il a du mal à se déplacer, restant bloqué au  moindre coup de vent, mais Gérard lui vient en aide plusieurs fois.
- La professeur d'anglais à l'allure timide, qui appréhende à chaque fois les cours au point de rester plusieurs minutes dans les couloirs ; Frédéric lui conseillera de ne plus stresser.
- Le professeur d'histoire-géographie, que l'on voit au conseil de classe et quand il découvre que la salle des profs est saccagée, il dit : « Tiens aujourd'hui c'est saccagé ». Blasé, il ne semble pas porter rigueur du manque de connaissances d'un des élèves: Géant Martial. Il cite deux dates historiques très connues : « Il connaît deux dates, Marignan, 1515 et la Révolution française... en mai 68. Entre les deux y'a rien, mais c'est pas grave.... »

Les élèves :
- Lætitia, une jolie élève plutôt discrète et peu bavarde. Elle montre qu'elle partage certains sentiments avec Frédéric Game lors du tout premier cours, au point de rendre une copie blanche à un devoir écrit. Elle se mettra finalement en couple avec son camarade Guillaume. Elle réconfortera un moment son amie Maud, qui ne comprend pas pourquoi elle ne plait pas aux garçons, contrairement à Lætitia.
- Guillaume, un élève plutôt taciturne et « hypnotisé » par Lætitia (comme le dit sa camarade Maud, avec qui il est délégué de classe) dont il est amoureux. Il demande souvent à ses camarades d'arrêter certains gestes ou remarques déplacées envers Lætitia, comme pendant les cours de gymnastique. Il sortira de ses gonds lors d'un rendez-vous sur un chantier désert avec Frédéric Game, lassé de ses conseils alors qu'il le croit lui-aussi amoureux de Lætitia. Il se mettra finalement en couple avec cette dernière.
- Maud, une élève (déléguée de classe avec Guillaume) et meilleure amie de Lætitia. Elle croit qu'elle ne plait pas aux garçons. Possédant un talent dans les arts plastiques, on peut notamment voir ses dessins qu'elle réalise en caricaturant les professeurs. Par ailleurs, lors d'une exposition artistique, elle connaitra plus de succès que Michel, qui en sera déprimé.
- « Charlie » (surnom que lui donne Gérard), un élève de forte corpulence qui rencontre généralement des problèmes quand il s'agit de faire preuve de force physique, comme au hula hoop (qu'il n'arrive pas à manier), au boomerang (qu'il envoie trop haut et trop loin) ou quand il doit se faire assister par ses camarades de classe pour escalader la grille de l'établissement. Il semble ne pas avoir de dons en dessin, au point de répondre à Michel qu'il ne sait ce qu'il dessine lors d'un cours d'art plastique, ce qui lui attire une remarque acerbe de la part de Michel.
- Lionel, un élève qui se prendra une décharge électrique par la professeur de chimie Flora Taulier, à la suite d'une erreur sur un devoir écrit ; on le voit également lors d'un cours d'art plastique de Michel où il mettra ses mains pleines de peinture sur les joues de Maud, qui lui rendra la pareille avec une légère gifle, après avoir entendu Michel leur dire qu'ils pouvaient changer de support pour leur devoir pictural.

### Stratagèmes
Les quatre amis useront de plusieurs stratagèmes pour se débarrasser de certaines personnes du lycée, qu'ils jugent nuisibles.
- Charles Max, le professeur de philosophie et grand admirateur de Karl Marx. Ils l'assommeront puis le relookeront pendant son sommeil pour lui donner l'apparence d'Hitler avec une mèche et une petite moustache, ce qui le rendra fou.
- Flora Taulier, la professeur de physique-chimie aux méthodes autoritaires et qui n'a pas peur de recourir parfois à la violence envers ses élèves (giflant l'un d'eux qui niait l'existence d'Archimède ; rouant de coups un autre pour ne pas avoir effacé un graffiti de son casier, qui la représentait avec une croix gammée ; envoyant une décharge électrique à un autre après une erreur sur un devoir écrit, tout en menaçant de les envoyer à l'hôpital s'ils racontent ce qu'il s'est passé). Pour se débarrasser d'elle, ils mélangeront certains produits chimiques, ce qui l'amènera à subir une explosion pendant une expérience de chimie sur la cristallisation.
- René Nogret, le professeur de mathématiques, dogmatique et pervers sexuel. Ils ajouteront de l'alcool dans la machine à café de la salle des profs jusqu'à le rendre saoul et le faire se ridiculiser en public avec Julie, sous les yeux de la directrice et du censeur.
- Josiane, la documentaliste et Bonnet, le censeur, sont victimes d'un complot complexe qui les fera passer pour amants sous les yeux de la directrice et de nombreux témoins.
- Par ailleurs, Caroline Derieux, la professeur de sciences naturelles très éprise de Frédéric, fera une tentative de suicide pendant son cours lorsqu'elle comprendra que Frédéric ne partage pas ses sentiments.

## Production

### Genèse
Le titre du film en forme d'acronyme est une référence au film M*A*S*H (1970) de Robert Altman, qui traite d'un sujet similaire dans un cadre différent, en l'occurrence un groupe de chirurgiens de l'armée américaine durant la guerre de Corée. Cette référence est directement assumée dans le film, lors d'une scène où Frédéric placarde l'affiche du film M*A*S*H sur le panneau du ciné-club du lycée.

### Tournage
Lors de la scène de la séance au ciné-club, est projeté le film Zéro de conduite (1933) de Jean Vigo dont un des personnages, un élève, s'appelle Bruel.
Le film a été tourné dans :
- les Hauts-de-Seine à Boulogne-Billancourt (lycée devenu actuellement commissariat de police) ;
- l'Oise, Vineuil-Saint-Firmin[1] ;
- le Val-d'Oise, place des Moineaux à Pontoise.

## Polémique
Alors que le film est rediffusé en juin 2023 sur la chaîne française Gulli, l'actrice Isabelle Mergault évoque dans une série de tweets le « cauchemar » qu'a représenté pour elle le tournage de ce film, et l'« envie de vomir » qu'elle éprouve à son évocation, relatant des comportements inappropriés qui auraient eu lieu à son égard comme à ceux d'autres personnes lors de sa production ; elle regrette aussi que le mouvement MeToo n'ait pas existé à cette époque-là.

## Autour du film
- Le film, comme la plupart des films de Patrick Schulmann, utilise une figure de style nommée épanadiplose : il débute par un cours sur le cheval, quand Frédéric Game (alors enfant) est caché dans un box avec une camarade de classe, lui posant la question : « Qu'est-ce que c'est qu'une épanadiplose ? » La réponse n'arrive qu'à la toute fin du film, dans une scène où le cheval explique : « C'est ça, une épanadiplose...  »
- Frédéric Game (Patrick Bruel) commence l'année par l'étude d'un texte quelque peu détourné de Pétrus Borel. Par ailleurs, lorsqu'il est avec Guillaume sur la grue du chantier, il donne la date du 14 mai, cette date étant le jour de naissance de Patrick Bruel.
- Alors qu'il se fait plâtrer la jambe par Michel, Frédéric Game lui demande s'ils peuvent faire confiance au « petit barbu » pour obtenir un faux arrêt de travail. C'est un clin d'œil à Patrick Schulmann lui-même, barbu dans le film, et que l'on voit les aider dans l'une de leurs intrigues précédentes.

## Projet de suite
- En mai 2011, le comédien Christophe Bourseiller annonce au détour d'un article dans Les Inrockuptibles qu'une suite du film se prépare[3]. Mais ce projet, qui avait déjà été évoqué du vivant de Patrick Schulmann, semble ne pas avoir abouti.